# Syntheta chloeropis
Syntheta chloeropis là một loài bướm đêm trong họ Noctuidae.